# El Temps
El Temps és una publicació de política i cultura editada a València per Edicions del País Valencià, des de 1984 com a setmanari i des de 2025 de forma mensual. N'és editor Eliseu Climent. Té redaccions a Barcelona, València i Palma. El 2001 va arribar a un tiratge de 25.000 exemplars. Des de febrer de 2025, quan va passar a format mensual, el seu director és Eliseu T. Climent.
| «                | Tenim una revista setmanal d'informació general, d'abast gairebé nacional i amb pretensions. Ser una revista normal en un país normal. O sigui, allò que, les persones dedicades a l'especulació angèlica, les desanima tant, i que en diuen un peix que es mossega la cua: no hi ha país normal sense informació normal i no es pot fer informació normal sense un país normal. | » |
| — Ramon Barnils, | |   |

## Història

### Inicis

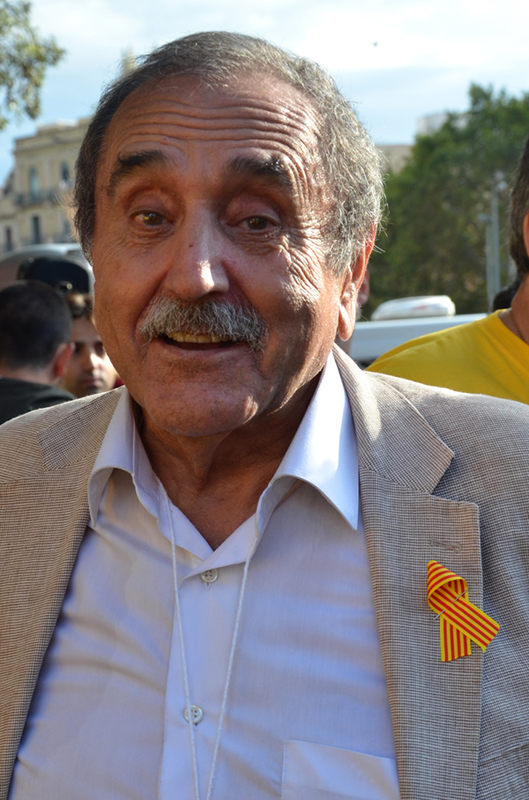
Eliseu Climent, fundador i editor del setmanari El Temps

El setmanari es va fundar a València l'abril de 1984, convertint-se en el primer mitjà després de la transició que tenia l'objectiu de vertebrar la comunicació als Països Catalans. El seu principal impulsor i editor fou Eliseu Climent, però també hi participaren personalitats com Joan Fuster. Un dels objectius inicials del projecte era fer un mitjà d'informació general normal, on es pogués accedir a actualitat, economia, política, cultura en llengua catalana, amb l'objectiu de col·laborar al procés de normalització lingüística. És per això que els seus impulsors van intentar evitar al màxim la vinculació amb cap simbologia ni posicionament polític determinat, per evitar posicionar el projecte amb cap ideologia determinada. Cal recordar que només feia un any que s'havia aprovat la introducció del valencià a les escoles del País Valencià, l'objectiu del projecte era esdevenir normal sent conscients que l'escenari era desfavorable. Per això es va centrar en la informació general en català, on es podrien llegir temàtiques locals, internacionals, d'economia, esports o de gastronomia, entre d'altres.
El número 0, publicat a principis d'abril de 1984, tenia un preu de 125 pessetes, i duia un subtítol que deia «Setmanari independent d'informació general» En aquest primer pilot hi van col·laborar personalitats com Ferran Torrent, Joan Fuster, Isabel-Clara Simó, Quim Monzó, Manuel de Pedrolo, Manuel Vázquez Montalbán, Vicent Ventura o Ramon Barnils, entre d'altres, que tractaven diverses temàtiques relacionades amb la política, música, societat i economia. El número 1 es publicaria el 28 de maig de 1984, i durant el primer any es van publicar 52 números, fins que l'edició del 17 de juny de 1985 anunciava en portada el primer aniversari. Durant els primers anys va fer un parell de demandes de finançament participatiu entre els seus subscriptors. El projecte va continuar la seva intenció de ser un setmanari generalista, tot i que va marcar una certa línia editorial establint una crítica força continuada contra l'auge del blaverisme al País Valencià. Destaca la traducció d'articles de mitjans de referència internacional, com el Der Spiegel o el The New Yorker.

### Consolidació
Durant la segona meitat de la dècada de 1980 el projecte es va consolidant progressivament i n'agafa cert dinamisme. Comença a fer números especials on es tracten temes d'economia mundial, i personalitats com Joan F.Mira, Ramon Barnils o el mateix Joan Fuster van marcant progressivament el corpus ideològic del magazine. El setmanari però, incloïa punts de vista de persones properes a diversos partits polítics, incorporant articles d'opinió de membres d'Alianza Popular, del PSOE, de CiU, de la UPV o d'ERC. En referència a actes de lluita armada, la revista va condemnar clarament les accions tant d'ETA com de Terra Lliure. Durant aquesta època va mostrar una línia editorial de caràcter catalanista, demòcrata, plural i pacifista.

### Anys 1990
Durant aquest període es van produir diversos esdeveniments que marcarien el futur dels Països Catalans, així com d'altres a escala mundial. L'auge del Partit Popular al País Valencià, exemplificat amb l'arribada de Rita Barberà a l'alcaldia de València i l'ascens d'Eduardo Zaplana com a home fort a la Generalitat Valenciana, el Pacte del Majestic i el Pacte de progrés a Balears van marcar la vida política de la dècada. El 1991 va promoure activament la celebració del 500è aniversari de la publicació del Tirant lo Blanch, amb una sèrie de suplements monogràfics. Fins i tot en va fer un anunci de llançament que recordava a pel·lícules com Excalibur, fet per l'agència de publicitat de Lluís Bassat. El 1992 qüestionà la idoneïtat de la celebració del 500è aniversari de l'arribada de Cristòfor Colom a l'illa de Sant Salvador i van reclamar la catalanització dels Jocs Olímpics a Barcelona per mostrar una imatge catalana al món. El mateix any va morir Joan Fuster, un dels principals promotors del projecte i amb el qual la revista estava força alineada ideològicament. Durant aquest període el catalanisme del projecte es veu reforçat, i es deixa alhora el pluralisme per a altres temàtiques (per exemple, alguns autors critiquen el règim cubà i d'altres defensen la rebel·lió zapatista). A mitjan dècada de 1990, sota l'impuls de Vicent Partal i amb el suport de la Universitat Politècnica de Catalunya, va ser un dels primers mitjans de comunicació en català amb presència a internet.
Per una altra banda, el creixent posicionament contra les polítiques del govern popular d'aquella època van arribar a provocar que el Govern de la Generalitat Valenciana cancel·lés totes les subvencions públiques al mitjà. Per fer-ho, van intentar declarar que la revista era "lesiva per a l'interès públic", presentant-la al Consell Jurídic Consultiu de la Comunitat Valenciana, òrgan llavors presidit per Emilio Attard, Vicente Cuñat Edo, Miguel Mira Ribera, Miguel Pastor i Luis Fernando Saura. Alguns alcaldes valencians del PP també van cancel·lar les subscripcions a la revista. Dins d'aquesta línia, el Popular també tallaria les emissions de Televisió de Catalunya al País Valencià. La revista també fou crítica amb mitjans com Canal 9, Las Provincias o ABC, que considerava premsa nacionalista espanyola.
Durant els darrers anys del segle es va accentuar la línia editorial catalanista. Destaquen la defensa del llegat de Joan Fuster, el suport al PSIB de Francesc Antich, el pacte de progrés a les Balears i la progressiva pèrdua de suport a Convergència i Unió. Durant aquests anys un dels històrics de la revista, Joan F. Mira, es va presentar com a cap de llista a les eleccions generals amb el Bloc, pel que es va produir una identificació entre El Temps i el Bloc Nacionalista Valencià força clara. El 2 de juny de 1999 es va celebrar el 15è aniversari de la revista amb un petit acte a València. En aquesta època el tiratge oscil·lava entre els 15.000 i els 20.000 exemplars.

### Anys 2000
Els primers anys del segle XXI es veuen marcats per un escenari advers, els atemptats de l'11 de setembre de 2001, la intervenció espanyola en la invasió de l'iraq, el desgast de Convergència, la majoria absoluta de Francisco Camps i Jaume Matas, respectivament. Durant aquesta època també destaca el suport al projecte de creació d'una futura agència catalana de notícies o d'un centre d'estudis sociològics, vistos com a institucions que permetessin vertebrar informativa i políticament els territoris de parla catalana. L'any 2000 va presentar un nou suplement d'economia. El 2001 moriria de càncer Ramon Barnils, un dels periodistes històrics de la casa, vinculat al projecte des dels seus inicis. Personalitats com Pere Gimferrer, Biel Majoral, Pau Riba, Josep Maria Solé i Sabaté i Víctor Alexandre li dedicarien columnes o textos a la revista. Poc després la revista convocaria el Premi de periodisme d'investigació Ramon Barnils.
El Temps va mantenir el seu compromís catalanista. En l'àmbit del Principat, es va apropar progressivament a ERC, degut al pacte PP-CiU. Al País Valencià l'enemistat amb el PP i la figura d'Eduardo Zaplana és cada vegada més evident, sobretot arran de la cancel·lació de subvencions, fins tal punt que va a arribar a demanar el vot temporal pel PSPV per evitar l'accés de Zaplana a la presidència de la Generalitat valenciana. En el cas de les Balears es va defensar de forma bastant evident el Pacte de Progrés que governaria entre 1999 i 2003. El director Jordi Fortuny va deixar el càrrec del juny de 2001 i posteriorment el càrrec va ser assumit de manera informal per diversos interinatges. El 2003 arribarien al número 1.000, i es va celebrar amb un acte al Foment de les Arts Decoratives de Barcelona, amb intervencions del llavors president de la Generalitat, Jordi Pujol; l'editor, Eliseu Climent; la degana del Col·legi de Periodistes de Catalunya, Montserrat Minobis; el president del FC Barcelona, Joan Laporta, i el dissenyador Claret Serrahima.

### Rellançament
Anys després, el 9 de maig de 2012 la revista anuncià que deixava de vendre's en quioscos per a distribuir-se exclusivament a subscriptors. A l'octubre de 2012 el seu llavors director temporal, Vicent Sanchis, va afirmar que el setmanari tornaria a la venda a mitjan octubre, i que intentaria recuperar la tirada, llavors de 8.000 exemplars. Es va rellançar el projecte, creant una nova empresa editora, passant de ser Edicions del País Valencià, SA a Espai de Comunicació, SA. Aquesta nova empresa comptà amb un consell editorial integrat per Joan Francesc Mira, Magda Oranich, Joan Manuel Tresserras, Salvador Cardús, Josep Vicent Boira i Ramon Folch. Entre els accionistes hi havia Jordi Pujol, Antoni Mayor, Antoni Serra Ramoneda; Jacques Font i Alexandre Forcades, i els periodistes Miquel Calçada i Mònica Terribas, entre d'altres. Pel que fa a entitats, també en van formar part la Universitat d'Alacant, la Cambra de Comerç de Tortosa i l'Institut d'Estudis Catalans.
Per celebrar el 30è aniversari, la revista va reunir en una entrevista conjunta a Jordi Pujol, Joan Lerma i Gabriel Cañellas. Per celebrar el número 1.500 el 2013 es va fer una edició especial de col·leccionista.
Durant aquest període també va fer seguiment del tancament de RTVV.

### Actualitat

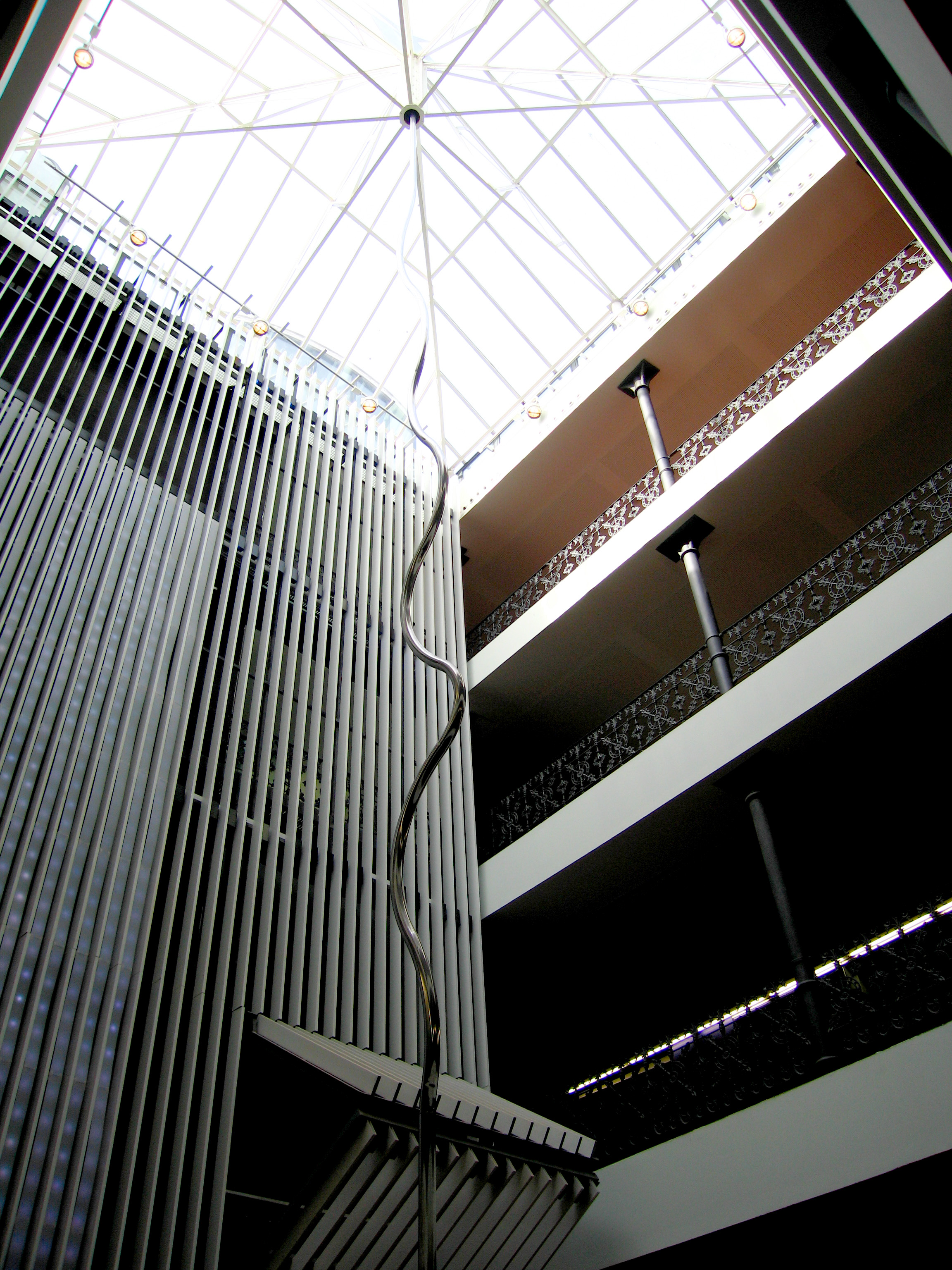
La redacció de València, a l'Octubre Centre de Cultura Contemporània.

El 15 de març de 2017 Borja Vilallonga fou nomenat nou director del setmanari. Des de finals de juliol de 2017, el nou director és Manuel Lillo.

### El Temps de les Arts
El maig del 2018 El Temps va posar en marxa la revista en línia El Temps de les Arts, una obra que va néixer com el «continuador espiritual» de l'anterior revista bimestral El Temps d'Art, que va arribar a publicar 35 números entre els anys 2002 i 2008 i va obtenir el Premi ACCA de la crítica d'art 2005 a la millor publicació.
Amb actualització d'articles gairebé diàriament, El Temps de les Arts cobreix pràcticament tots els camps de la cultura i inclou crítica d'exposicions, d'obres de teatre i concerts, a més d'articles de fons per destacats autors de tots els àmbits, com ara Andreu Gomila, Pilar Parcerisas, Eduard Fontbona, Damià Amorós o Pere Antoni Pons.
A partir del novembre de 2019 ha apostat per crear un àmbit de discussió i crítica d'arquitectura amb contribucions setmanals de diversos arquitectes, com ara Jaume Prat, Jelena Prokopljević o Enric Massip-Bosch.
L'any 2020 el mitjà convocava els I Premis Temps de les Arts en: arts escèniques, música, arquitectura i patrimoni. On han concorregut més de 500 candidatures.
La revista entén la unitat de la llengua catalana com a comuna a tots els Països Catalans. Des dels seus inicis s'ha basat en els criteris científics a l'hora de defensar la unitat de la llengua i ha donat suport a les propostes que han garantit aquesta unitat. Per una altra banda, també ha promogut tots aquells projectes que ajudessin a impulsar o normalitzar l'ús de la llengua o a identificar els trets que uneixen els territoris de parla catalana, sempre respectant totes les propostes polítiques que defensessin la llengua, independentment de la seva visió més conservadora, autonomista o independentista.

## Col·laboradors destacats
- Ramon Barnils, secció Arròs a Banda i Contrapunt[46]
- Fabià Estapé
- Glòria Marcos
- Joan F. Mira
- Josep Maria Terricabras
- Martí Domínguez[47]
- Miquel Payeras
- Sebastià Alzamora
- Juli Capilla
- Miquel Alberola[48]

## Directors
- 1984 - 1986: Francesc Pérez i Moragón.[49]
- 1986 - 1988: Vicent Sanchis
- 1988 - 1990: Josep Ramon Lluch
- 1990 - 1992: Oriol Castanys
- 1992 - 1995: Assumpció Maresma
- 1995 - 1997: Joan Marí
- 1997 (en funcions): Jordi Sebastià
- 1997 - 2001: Jordi Fortuny.[50]
- ? - 2006: Salvador Cot
- 2006 - 2009: Àlex Milian[51]
- 2009 - 2010: Enric Rimbau[52]
- Març 2017 - juliol 2017: Borja Vilallonga
- Juliol 2017 - febrer 2025: Manuel Lillo[53]
- Febrer 2025 - actualitat: Eliseu T. Climent

## Premis i reconeixements
- 1994 - Premi Gabriel Alomar i Villalonga dels Premis 31 de desembre de l'Obra Cultural Balear.
- 1996 - Premi d'Honor Lluís Carulla.
- 2016 - Premi Millor revista en català a la Nit de les Revistes i la Premsa en Català.[54]